# 煤气化
煤气化（英語：coal gasification）是指在一定温度与压力条件下用气化剂（如水蒸气、氧气、空气等）将固体煤中的有机物转化为合成气的化学加工过程。合成气中主要包含一氧化碳、氢气、二氧化碳、甲烷、水蒸气等。
历史上由煤炭气化制成的煤气（coal gas）曾广泛用于城市照明与取暖，又被称为“城镇燃气”（town gas），但后来逐渐被产于油田的天然气所取代。
目前大规模煤气化主要用于发电（整体煤气化联合循环）或制取原料气以合成氨、甲醇、液化天然气等。